# Turn Around (5, 4, 3, 2, 1)
Turn Around (5, 4, 3, 2, 1) – singel amerykańskiego rapera Flo Ridy z jego trzeciego studyjnego albumu Only One Flo (Part 1). Został wydany jako drugi singiel 8 listopada 2010 w Stanach Zjednoczonych. Piosenka zawiera sample piosenki „Din Daa Daa” niemieckiego piosenkarza George’a Kranza i „Oh Yeah” zespołu Yello. Utwór zadebiutował na 98 miejscu w amerykańskim notowaniu Billboard Hot 100.

## Tło
Autorami tekstu piosenki są Flo Rida, Dieter Meier, Dada Life, DJ Frank E, Priscilla Polete, Xplicit, George Kranz, Boris Blank i Dieter Meier. Utwór tak jak poprzednie single Flo Ridy zawiera sample znanych europejskich utworów, w tym przypadku „Din Daa Daa” niemieckiego piosenkarza George’a Kranza i szwajcarskiego zespołu elektronicznego Yello „Oh Yeah”. 17 maja 2011 roku wydano drugą wersję singla Flo Ridy wraz z gościnnym udziałem Pitbull zatytułowaną „Turn Around Part 2", która pojawiła się w filmie Kac Vegas w Bangkoku.

## Odbiór

### Sukces komercyjny
Singel odniósł największy sukces w Niemczech, Belgii, Słowacji i Austrii, gdzie dotarł do pierwszej dziesiątki notowania. W Australian Singles Chart singel zadebiutował 5 grudnia 2010 roku na pozycji 34. Łącznie spędził 21 tygodni w notowaniu i przez dwa tygodnie zajmował w dwunaste miejsce. W 2011 roku utworowi przyznano w Australii podwójną platynową płytę, a w Niemczech złotą. W Nowej Zelandii singel nie cieszył się dużym zainteresowaniem, przebywając w notowaniu tylko przez jeden tydzień.

### Opinia krytyków
Robert Copsey, recenzent z Digital Spy przyznał singlowi trzy na pięć możliwych do zdobycia gwiazdek, nazywając go kontynuacją „Club Can’t Handle Me”. Dodał, że warto posłuchać nowego singla nie ze względu na tekst, ale wykorzystanie hitu „Din Daa Daa”, który pozostaje w głowie jeszcze po przesłuchaniu.

## Teledysk

### Kontrowersje
W Wielkiej Brytanii, regulator Ofcom otrzymał trzy skargi od widzów po wyemitowaniu teledysku na kanale muzycznym 4Music od grudnia 2010 do stycznia 2011 roku „w czasie kiedy dzieci są przed telewizorami”. Jeden z widzów stwierdził, że teledysk jest zbyt erotyczny i przedstawia głównie kobiety w stringach tańczące wokół rapera w pornograficznym stylu. Inny z widzów był wstrząśnięty teledyskiem, który jego zdaniem przedstawia kobiety w skąpych strojach, co może źle wpływać na młodszą widownię.
W tym samym czasie rywale stacji, kanał MTV Base i MTV Dance transmitując na swojej antenie otrzymały skargi ze strony widzów. Zaniepokojeni młodsi widzowie nazwali teledysk „soft porno”, natomiast stacja z tego powodu przesunęła emisję teledysku na późniejszą godzinę. Jeden z widzów MTV Base napisał, że teledysk jest zbyt niegrzeczny, nieodpowiedni dla młodszej widowni, a panie prowokacyjnie tańczące w teledysku nie powinny być promowane przez MTV.
Telewizja Box, właściciel kanału 4Music przeprosiła widzów za emitowanie teledysku na swojej antenie. Twierdziła, że według stacji teledysk był zgodny z przepisami Ofcom, a strój tancerek w teledysku nawiązuje do brazylijskich strojów karnawałowych. Kanał MTV Base odpowiadając na skargi widzów napisał, że kobiety przedstawione w teledysku Flo Ridy nawiązują do karnawału i przedstawiają brazylijski styl zabawy. Kanał zauważył, że tancerki są ubrane, chociaż odzieży nie jest za dużo, ale ten strój jest odpowiedni na plażę lub karnawał. MTV Dance argumentował się w podobny sposób, dodając jeszcze, że jest kanałem niszowym, a jego główna widownia jest w przedziale 16 – 34 lat.
W obu przypadkach regulator Ofcom stwierdził, że w emitowanie teledysku w młodych godzinach było niezgodne z artykułem 1.3 Kodeksu radiofonii i telewizji, który twierdzi: „Dzieci muszą być chronione przez odpowiednie planowanie z materiału, który nadaje się do nich”.

## Lista utworów
- Digital download[10]

1. „Turn Around (5, 4, 3, 2, 1)” – 3:21

- German digital download[11]

1. „Turn Around (5, 4, 3, 2, 1)” – 3:21
2. „Turn Around (5, 4, 3, 2, 1)” (Instrumental) – 3:18
3. „Turn Around (5, 4, 3, 2, 1)” (Acapella) – 3:18

- German CD single[12]

1. „Turn Around (5, 4, 3, 2, 1)”
2. „Turn Around (5, 4, 3, 2, 1)” (DJ Bam Bam Radio Remix)

## Notowania i certyfikaty

### Listy przebojów
| Lista (2010-11)                     | Najwyższa pozycja |
| ----------------------------------- | ----------------- |
| Australia (ARIA Charts)             | 12                |
| Austria (Ö3 Austria Top 40)         | 7                 |
| Belgia (Ultratip 50 Flandria)       | 7                 |
| Belgia (Ultratip 40 Wallonia)       | 2                 |
| Czechy (IFPI)                       | 26                |
| Dania (Tracklisten)                 | 38                |
| Finlandia (Suomen virallinen lista) | 16                |
| Hiszpania (PROMUSICAE)              | 36                |
| Irlandia (IRMA)                     | 36                |
| Kanada (Canadian Hot 100)           | 46                |
| Niemcy (Media Control Charts)       | 8                 |
| Nowa Zelandia (RIANZ)               | 33                |
| Słowacja (IFPI)                     | 5                 |
| Szwajcaria (Schweizer Hitparade)    | 21                |
| Szwecja (Sverigetopplistan)         | 54                |
| Wielka Brytania (UK Singles Chart)  | 41                |
| Wielka Brytania (UK R&B Chart)      | 21                |
| US Billboard Hot 100                | 98                |

| Lista (2011)             | Pozycja |
| ------------------------ | ------- |
| Australian Singles Chart | 66      |
| Austrian Singles Chart   | 64      |
| German Singles Chart     | 55      |

| Państwo   | Status             |
| --------- | ------------------ |
| Australia | 2× platynowa płyta |
| Niemcy    | złota płyta        |